# Telmo Zarra
Telmo Zarraonandia Montoya (Erandio, 20 de enero de 1921-Bilbao, 23 de febrero de 2006), conocido como Zarra, fue un futbolista español que desarrolló prácticamente la totalidad de su carrera profesional en el Athletic Club, de la Primera División de España. En este equipo formó parte de la «segunda delantera histórica» del club, la cual encabezaba junto a Iriondo, Venancio, Panizo y Gaínza.
Prolífico goleador, fue el máximo anotador de la historia de la Primera División de España durante más de 60 años, con 251 goles. Aún a fecha de 2020, sigue siendo el máximo goleador del Campeonato de España de Fútbol (Copa) con 81 tantos, y del Athletic Club con 335 goles; además es el segundo futbolista que más veces ha ganado el trofeo Pichichi al máximo goleador de la Primera División, logrando este premio en seis ocasiones, sólo superado por Lionel Messi quien consiguió su séptimo galardón en 2020. Su especialidad eran los remates de cabeza, que le hicieron famoso en toda Europa. Tal era así, que antes de jugar un partido en Estocolmo (Suecia) con la selección española, la ciudad estaba plagada de carteles en los que se podía leer: «Zarra: ¡La mejor cabeza de Europa después de Churchill!». Su gol más recordado fue el logrado contra la selección de Inglaterra en la Copa Mundial de Fútbol de 1950 disputada en Brasil, y que clasificó a España entre las cuatro mejores selecciones del mundo por primera vez en su historia. Jugó veinte partidos con la selección, anotando otros tantos goles.
Debido a su especial repercusión, goles, logros y trayectoria, en el año 2016 fue declarado decano del salón de la fama del fútbol, de manera póstuma.

## Biografía

### Infancia y primeros pasos
Telmo Zarraonaindía Montoya nació el 20 de enero de 1921 en la estación de ferrocarril de Asúa, en Erandio (Vizcaya). Su apellido en euskera se divide en tres partes: zarra (de zaharra, viejo), on (de ona, bueno) y andía (de handia, grande). Era hijo de Pedro Telmo Zarraonandía Barturen Oñarte-Sagasti Zabala, jefe de dicha estación, y de Tomasa Águeda Montoya Salazar Barron Ruiz de Austri, de origen alavés. De familia numerosa, era el séptimo de diez hermanos, cinco de ellos varones. En su niñez solía jugar al fútbol como cualquier otro niño del barrio. Por aquel entonces se hacía muy complicado conseguir un balón y los niños se las arreglaban jugando con pelotas improvisadas o caseras, pero Zarra pudo disfrutar de un balón en condiciones gracias a que dos de sus hermanos jugaban a fútbol: Tomás, el mayor, que jugaba en Primera División con el Arenas de Guecho (y posteriormente con el Real Oviedo y Osasuna) y Domingo, quien falleció poco después en la Guerra Civil. Al igual que sus hermanos, él también se interesó por el fútbol y comenzó a practicarlo en varios clubes de la zona como el Asúa o el Pitaberetxe. También solía ir a entrenar todos los días con su hermano Tomás al campo del Apurtuarte, en Erandio. Sin embargo, a su padre no le hacía ninguna gracia que otro hijo suyo se dedicase a «ese juego», por lo que solía esconderle las zapatillas para evitar que fuese a entrenar, pero él siempre las encontraba y se salía con la suya. En aquellos tiempos se consideraba aficionado del Arenas, equipo en el que jugaba su hermano y al que solía acudir a ver todos los domingos. Aparte de Tomás, su mayor ídolo era Isidro Lángara, profílico goleador del Oviedo que además compartió vestuario con su hermano.

«Siempre he sido muy vergonzoso y cohibido, hasta jugando lo era. En Asúa me llamaban Telmito, el miedoso.» Zarra afirmaba que siempre jugó con mucho sentido común: «Fui muy precavido. Si el defensa era muy duro y yo iba con desventaja, trataba de no llegar al balón.»
Telmo Zarra

El ariete firmó su primer contrato con el Erandio Club, equipo al que se incorporó en la temporada 1938-39. Sus comienzos en el club blanquiazul fueron algo controvertidos, pues acostumbrado a jugar con alpargatas tuvo que aprender a utilizar unas botas de fútbol de verdad, lo que le llevó algún tiempo. Una vez solventado este problema empezó a destacar en el equipo y le quitó el puesto a Aldazábal, quien hasta entonces había sido el delantero centro titular. Al año siguiente se retomaron las ligas nacionales, suspendidas años atrás por la guerra, y Zarra debutó en la Segunda División de España con el Erandio; marcó diez goles en trece partidos. Más tarde, fue convocado por la selección de Vizcaya para jugar un partido amistoso frente a su homónima de Guipúzcoa; en aquel encuentro se exhibió marcando siete de los nueve goles que le endosaron los vizcaínos al combinado guipuzcoano. Esto llamó la atención del Athletic Club que, en ese momento, se encontraba buscando jugadores para rehacer el equipo, el cual se había disuelto años antes debido a la Guerra Civil. El club rojiblanco se fijó inmediatamente en la joven promesa de Erandio y, en la temporada 1940-41, lo incorporó a su plantilla. Anecdóticamente, Zarra había aceptado también la oferta del Barakaldo C. F. que llegó antes que la del Athletic, y fue su hermano mayor, Tomás, quien se encargó de resolver el conflicto a favor de los bilbaínos.

### Etapa profesional y primeros éxitos

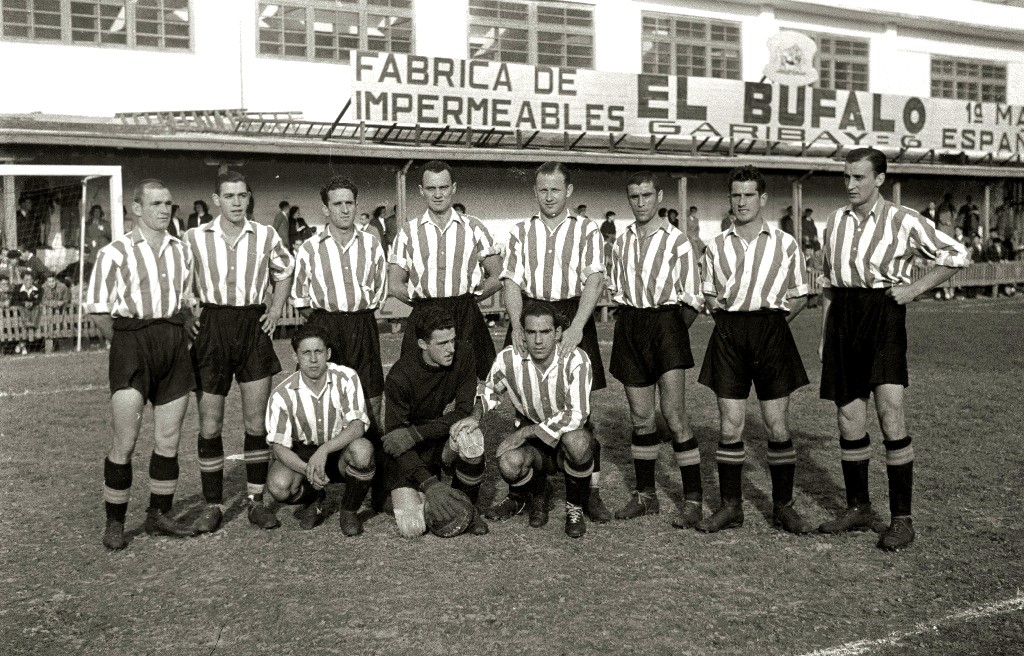
Partido entre la Real Sociedad y el Atlético de Bilbao en el campo de Atocha (1944).

Telmo Zarra debutó con el Athletic Club el 29 de septiembre de 1940, en un partido de liga frente al Valencia C. F. que concluyó con el resultado de empate a dos. Zarra fue el autor de los dos tantos marcados por parte del conjunto vasco, que a su vez significaron su estreno como goleador en la máxima categoría del fútbol español; su primer tanto en Primera División lo logró a los diecisiete minutos de haber debutado. Sin embargo, su primer año no fue sencillo, pues tuvo que disputarse la titularidad con el veterano Unamuno, uno de los últimos supervivientes del equipo anterior a la guerra. Este aún era un equipo de circunstancias hecho para “salir del paso” tras la guerra, pero a partir de la temporada 1941-42 el entrenador, Juan Urquizu, llevó a cabo un relevo generacional en el que Zarra y otros jóvenes jugadores como Gainza, Panizo, Iriondo, Nando o el portero Echevarría comenzaron a hacerse con los mandos del equipo. Al final de esa campaña, el ariete vivió lo que para él fue una de las mayores decepciones de su carrera deportiva: el Athletic disputaba frente al F. C. Barcelona la final de la Copa del Generalísimo, llegados al final del tiempo reglamentario ninguno de los dos equipos había logrado imponerse, por lo que se disputó un periodo de prórroga para determinar el vencedor. Durante la prórroga Zarra se quedó solo ante el guardameta Miró y tuvo la oportunidad de marcar el gol de la victoria para su equipo, pero erró el tiro. Por el contrario, el F. C. Barcelona aprovechó su oportunidad para sentenciar el encuentro y se alzó con el título.

En palabras del propio Zarra, su estilo de juego siempre había sido el regate, pero en aquella época «Un delantero centro no podía regatear en el área porque lo mataban» señaló. Por esta razón cambió su estilo por un juego más visceral y por el remate. Para ello se sirvió de los magníficos centros que le proporcionaban sus compañeros Iriondo, Panizo y Gaínza.

Durante la temporada de 1942-43 dejó temporalmente el Athletic para cumplir así con el servicio militar obligatorio. El erandiotarra fue destinado a la plaza de Ceuta, con cuyo equipo jugó algunos partidos. Varias semanas después fue trasladado a la base militar de Zorroza, en Bilbao, y tras realizar el club algunas gestiones, pudo volver a jugar el 2 de mayo de 1943, en un partido de Copa frente al Barakaldo C. F.. Esa campaña fue una de las más importantes, tanto para Zarra como para el Athletic, pues supuso la consecución de un nuevo doblete de Liga y Copa para los bilbaínos. El Athletic llegó a la final de Copa tras haber dejado en la cuneta a equipos como el Atlético de Madrid o el Valencia C. F., entre otros. Allí le esperaba el Real Madrid, y en esta ocasión el ariete pudo resarcirse del fallo cometido un año atrás y marcó el único gol del partido que dio el título a su equipo.
La primera lesión seria le llegó en la temporada 1943-44, cuando durante un partido contra el F. C. Barcelona se fracturó la clavícula y estuvo un tiempo sin poder jugar. Una vez recuperado, pudo volver a los terrenos de juego y celebrar junto a su equipo un nuevo título de Copa, en esta ocasión frente al Valencia C. F. con el resultado final de 2-0. Zarra abrió el marcador en el minuto 29 para que después Escudero dejara el partido sentenciado antes de concluir el primer tiempo. Al año siguiente se enfrentaron de nuevo el Athletic y el Valencia C. F. en la final de Copa, y en el minuto 86 un jugador rival cayó al suelo, tras un barullo entre jugadores ambos conjuntos el árbitro sacó tarjeta roja a Zarra, lo que para él supuso un gran disgusto, pues esa fue la primera y única expulsión que sufrió el ariete en toda su carrera; según el de Erandio, todo se debió a un malentendido. Finalmente el Athletic se llevó el título copero gracias al gol de Iriondo que puso el 3-2 en el marcador.

«Era la final de Copa de 1945. El juego estaba parado tras un barullo. Álvaro estaba en el suelo y un compañero me dijo en broma que lo pisase. Siguiendo la broma, yo hice ademán de hacerlo, pero Escartín me vio... y a la caseta»
Telmo Zarra

### Goles de gesta

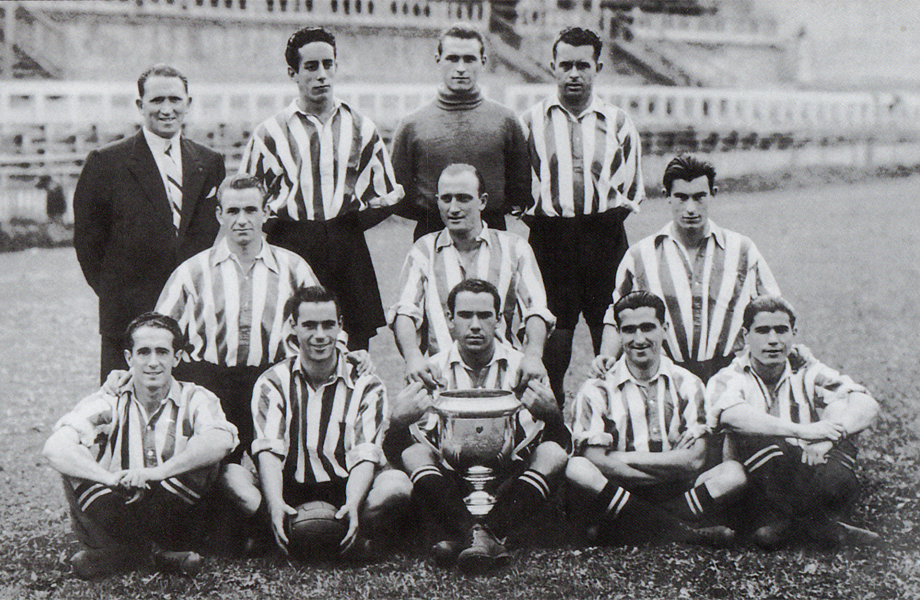
Zarra, sentado en el centro, posa con la Copa de 1945.

Zarra vivía los mejores momentos de su carrera deportiva y en esa misma temporada 1944-45 obtuvo su primer Trofeo Pichichi al marcar 20 goles en 26 partidos. En años posteriores volvió a ganar este premio en otras cinco ocasiones (1946, 1947, 1950, 1951 y 1953), logrando así el récord de Trofeos Pichichi, que pudo mantener durante 67 años, hasta que en 2020 fue superado por Lionel Messi. El 11 de marzo de 1945 Zarra debutó con la selección española de la mano del seleccionador Jacinto Quincoces, en un partido amistoso contra Portugal disputado en Lisboa. El 6 de mayo de ese mismo año volvió a jugar contra la selección portuguesa, en esta ocasión marcando dos de los cuatro goles que dieron la victoria a la española sobre los lusos. El 28 de mayo de 1950 volvió a disputar una final de Copa, esta vez frente al Real Valladolid, tras haber eliminado al Valencia C. F. en semifinales. En este partido el ariete rojiblanco fue protagonista absoluto al marcar los cuatro goles que le dieron la victoria al Athletic. El de Erandio inauguró el marcador en el minuto 14, pero el Real Valladolid logró igualar el resultado casi al final del encuentro. Ya en la prórroga, Zarra se exhibió marcando un hat trick que proclamó al Athletic vencedor del campeonato, y al mismo tiempo batió el récord de goles en una final de Copa, que aún hoy día conserva. Posteriormente disputó la final de la Copa Eva Duarte frente al Atlético de Madrid en Chamartín, que terminó con el resultado de 5-5. Al no haber prórroga tuvo que repetirse la final, que en esta ocasión ganó el Athletic por 2-0 con dos tantos de Zarra.
En el verano de 1950, Zarra participó en la Copa Mundial de Fútbol de 1950 con la selección española. Previamente, en abril de ese mismo año, se jugó el último partido de clasificación para dicho evento, frente a la selección portuguesa. España necesitaba ganar y en el partido de ida el ariete aportó dos de los cinco goles que marco la selección española a la portuguesa, siendo el resultado final de 5-1. En el partido de vuelta empataron a dos tantos, obra de Zarra y de Gaínza, su compañero de equipo en el Athletic. Una vez clasificada, a la selección española le tocó jugar la liguilla contra Estados Unidos, Chile e Inglaterra. Contra los Estados Unidos el partido se solventó con los tres goles de Igoa, Basora y Zarra. En el siguiente encuentro, España debía vencer a Chile si quería jugar contra Inglaterra sin la presión de tener que jugarse la clasificación en el último partido, objetivo que consiguieron venciendo al conjunto sudamericano por 2-0, con goles de Basora y Zarra.

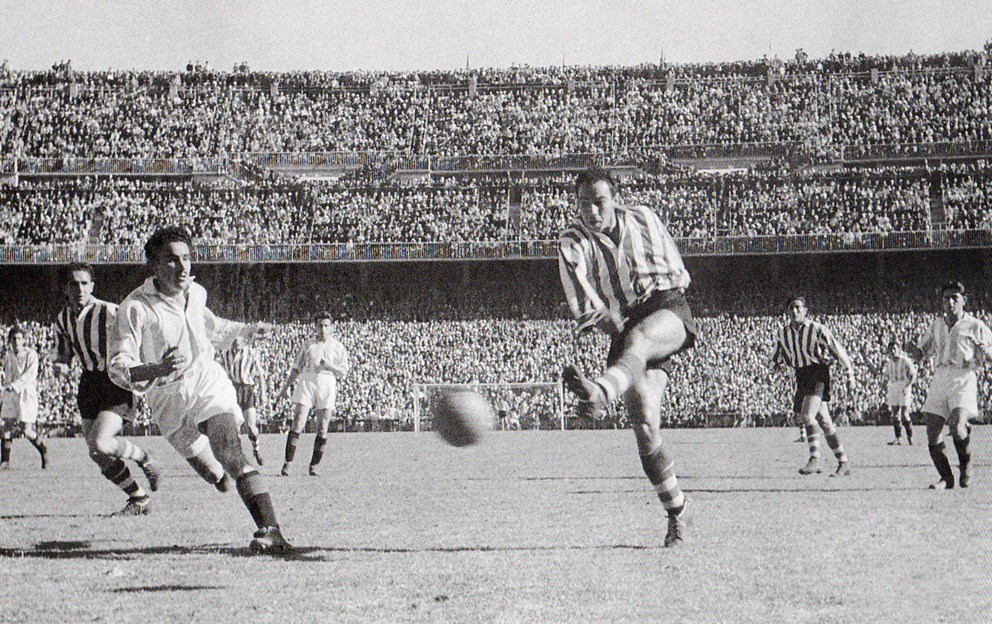
Zarra batió el récord de goles marcados por un futbolista en una final de Copa al endosarle cuatro tantos a los pucelanos (en la imagen, marcando uno de los goles).

Llegó el esperado choque frente a Inglaterra, que el propio Zarra denominó como «el partido del siglo». La selección inglesa necesitaba ganar y a España le bastaba con el empate. Durante el transcurso del partido, la férrea defensa británica impidió que le llegaran balones a Zarra. Los ingleses acosaban la portería rival hasta que España inició la jugada del gol. Un saque del guardameta Ramallets fue a caer a las botas de Alonso, este centró para Gaínza, que de un preciso cabezazo puso la pelota a los pies de Zarra, y este remató al primer toque para perforar la portería de Bert Williams, logrando así el gol de la victoria. Debido a su importancia, este tanto pasó a la historia como el «gol de Zarra», ya que clasificó a la selección española entre las cuatro mejores del mundo por primera vez en su historia (marca que no fue superada hasta el año 2010, cuando España se proclamó campeona del mundo). En aquella edición, la última fase del mundial se disputó en forma de liguilla, de la que Uruguay salió victoriosa, mientras que España quedó en cuarta posición tras empatar con la campeona y perder contra Brasil y Suecia.

Cuando Zarra marcó el gol a Inglaterra, sus amigos fueron a comunicárselo a su padre. Este, que estaba jugando a las cartas en un bar, se limitó a decir: «¿Ah, sí?». «No sabía ni lo que era un balón...» comentó el propio Zarra, en tono jocoso, en un reportaje de Canal +. «Era un tipo fantástico», aclaró.

En la temporada 1950-51 Zarra logró otro de sus mayores récords al marcar 38 goles en 30 partidos de liga. Tuvieron que pasar muchas décadas para que este récord fuera igualado por Hugo Sánchez en la temporada 1989-90, si bien el mexicano la consiguió en 35 encuentros. No fue hasta la temporada 2010-11 cuando este récord fue superado por el portugués Cristiano Ronaldo, que marcó 40 goles en 34 partidos de liga, y posteriormente por el argentino Lionel Messi, que alcanzó los 50 tantos. Durante la temporada 1951-52 Zarra sufrió la lesión más grave de toda su carrera deportiva. Fue el 25 de noviembre de 1951 en un partido ante el Atlético de Madrid, cuando el portero del equipo madrileño cayó sobre su pierna y tuvo que ser operado, con lo que dicha lesión provocó que el ariete se perdiera el resto de la temporada. A su regreso en la temporada 1952-53, se proclamó máximo goleador del campeonato por última vez en su carrera, al marcar 25 tantos en 29 partidos de liga.

### Últimos años y retirada
Durante la temporada 1953-54 Zarra comenzó a recibir críticas por su bajo estado de forma, y muchos auguraban ya el final de su carrera, especialmente cuando una joven promesa llamada Eneko Arieta le arrebató la titularidad. En sus dos últimas temporadas con el Athletic, el ariete de Erandio tan solo disputó 11 encuentros y marcó 5 goles, por lo que al término de la campaña 1954-55 decidió poner fin a su carrera profesional. El 19 de abril de 1954 Zarra recibió un homenaje en Madrid como reconocimiento a su dilatada carrera en el fútbol español. A esta cita acudieron varias personalidades importantes del mundo del fútbol como Alfredo Di Stéfano, Antonio Puchades, Estanislao Basora, Agustín Gaínza, Eduardo Manchón, César Rodríguez, Ángel Arregui o Francisco Lesmes. Tras esto, jugó dos temporadas más en Segunda División de forma desinteresada y sin cobrar dinero por ello; la primera en la SD Indautxu y la última en el Baracaldo Altos Hornos Vizcaya, hasta que dejó oficialmente el fútbol en 1957, a los 36 años de edad. Aun así, siguió jugando a fútbol en el equipo de veteranos de Vizcaya (el dinero que se recaudaba con estos partidos era utilizado para obras benéficas). En 1967 sufrió una lesión grave de rodilla que le tuvo muchos meses convaleciente, aunque su intención era continuar jugando a fútbol con los veteranos.

### Fuera del fútbol
A finales de los años 1950 Zarra abrió una tienda de deportes en Bilbao y muchos años después un restaurante, negocio que regentó junto a sus familiares durante el resto de su vida laboral. En 1997, el por entonces presidente del Athletic, José María Arrate, coincidió con Telmo Zarra en un restaurante y le propuso celebrar un homenaje en su honor. Zarra le comentó que cuando era jugador, en su último contrato el Athletic le prometió un homenaje al finalizar su carrera y que este nunca llegó a realizarse. Así, Zarra recibió finalmente su homenaje el 17 de agosto de 1997 en San Mamés. Ese día se disputó un encuentro entre el Athletic Club y un combinado de la Primera División dirigido por el seleccionador de España Javier Clemente, quien también había sido jugador y entrenador del Athletic. Al encuentro acudieron varias personalidades importantes como Alfredo Di Stéfano, Ladislao Kubala, José María Maguregui o Rafael Iriondo. Para él, la presencia más emotiva fue la de Bert Williams, portero de la selección inglesa al que marcó el famoso «gol de Zarra» en el mundial de 1950. Dicho portero rechazó una oferta del Chelsea F. C. por petición de su esposa, este hecho conmovió a Zarra, que admiraba mucho ese tipo de gestos. En aquel año también fue recibido por el rey de España, Juan Carlos I, a quien recordó que lo sostuvo en brazos cuando el monarca contaba con seis años, y por el Papa Juan Pablo II el 19 de febrero, haciéndole entrega de una imagen de la Virgen de Begoña y de un balón firmado.
Zarra murió el 23 de febrero de 2006 a la edad de 85 años a causa de un infarto de miocardio, y el 27 de febrero se celebró su funeral. En cuanto se hizo público su fallecimiento, innumerables clubes, instituciones y personalidades importantes del deporte se pusieron en contacto con el Athletic Club para dar muestras de condolencia por este suceso. En el primer partido de liga tras su fallecimiento, el estadio de San Mamés guardó un minuto de silencio como reconocimiento, en él sonó el himno del club en piano y al término del cual el estadio entero empezó a aplaudir en su honor. Otros campos de España que guardaron un minuto de silencio fueron el Santiago Bernabéu, Lasesarre, Chapín, Anoeta, el Sánchez Pizjuán y el Camp Nou. El diario deportivo Marca creó en su honor en 2006 el Trofeo Zarra para premiar al máximo goleador español de cada temporada del Campeonato Nacional de Liga.

## Selección nacional

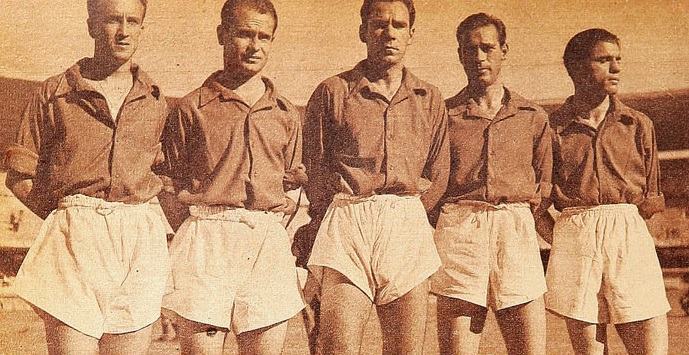
Zarra lideró la delantera de España acompañado de Basora, Igoa, Panizo y Gaínza.

Debutó como jugador de la selección española –comandada por Jacinto Quincoces– el 11 de marzo de 1945, en un partido amistoso contra Portugal disputado en Lisboa (2-2). En la década de 1940 no se celebraron competiciones internacionales debido a la Segunda Guerra Mundial y los años de posguerra, en los que Europa quedó parcialmente devastada, por lo que la selección de España apenas disputó algunos partidos amistosos, la mayoría frente a Portugal e Irlanda. Zarra estrenó su cuenta goleadora con la selección el 6 de mayo de 1945 tras anotar un doblete contra el combinado lusitano en el Estadio de Riazor (La Coruña, España). También hizo lo propio con los irlandeses en 1947 y 1949. En 1950 la FIFA volvió a organizar una Copa del Mundo tras doce años desde la última celebrada en Francia. Antes de eso, se disputó una fase de clasificación para dicho evento; España tan solo tuvo que enfrentarse a Portugal en un doble partido a modo de eliminatoria entre el 2 y el 9 de abril de ese año, en los que Zarra marcó un doblete en el partido de ida celebrado en Chamartín (Madrid), con resultado de 5-1 para los españoles, y aportó un gol en el encuentro de vuelta disputado en Lisboa que concluyó en empate (2-2).

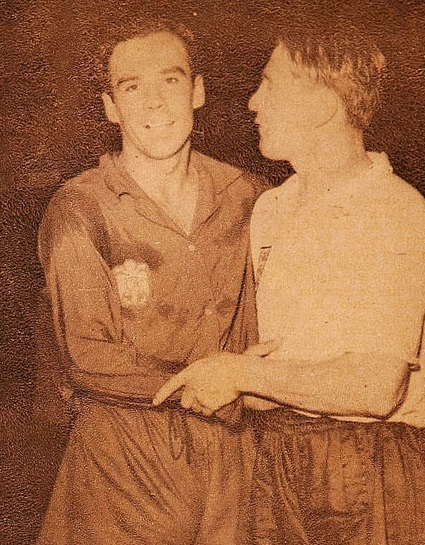
Zarra junto a Matthews tras finalizar el partido frente a Inglaterra.

La Copa Mundial de Fútbol de 1950 se celebró en Brasil. En la fase de grupos a España le tocó jugar frente a Estados Unidos, Chile e Inglaterra, y Zarra logró marcarle un gol a todas. El más importante fue el que anotó frente a los ingleses, pues además de ser una de las selecciones más potentes la victoria les daba el pase directo a la fase final. A pesar de que España ya había ganado sus anteriores duelos por 3-1 y 2-1, en aquella época las victorias solo valían 2 puntos y únicamente se clasificaba el primero de grupo, por lo que una victoria frente a Inglaterra les aseguraba el pase directo sin preocupaciones. Aquel partido se jugó en el Estadio de Maracaná (Río de Janeiro) y Zarra anotó el único tanto que le dio la victoria al conjunto español: Alonso centró en largo desde la banda derecha a Gaínza, quien de cabeza pasó el balón a Zarra para que este rematase a portería batiendo a Bert Williams. Este tanto pasó a la historia como el «gol de Zarra», pues permitió a la selección española colocarse entre las cuatro mejores del mundo por primera vez, lo que además supuso su mejor clasificación en un mundial hasta 2010. La fase final la jugaron en forma de liguilla contra Uruguay, Brasil y Suecia, sin embargo, en esta ocasión España solo logró cosechar un empate contra los uruguayos (que se proclamaron campeones tras ganar a Brasil en el famoso maracanazo) y finalmente quedaron en cuarta posición; el tanto de Zarra ante los suecos en el último partido resultó inútil.
En 1951 disputó otros tres partidos amistosos con la selección: contra Suiza batió su propia marca al lograr cuatro tantos en un mismo partido (dos en cada parte), que además resultaron decisivos para alcanzar la victoria por 6-3, como también fue decisivo su doblete frente a Bélgica para salvar un empate (3-3). En su último partido con la selección ocurrió un hecho curioso: España se enfrentaba a Suecia en Estocolmo y la ciudad estaba plagada de carteles en los que se leía: «Zarra. La mejor cabeza de Europa después de Churchil». El partido no tuvo mayor transcendencia y acabó con empate a cero. El ariete jugó 20 partidos con la selección española y anotó otros tantos goles, obteniendo así una media de un gol por partido.

### Participaciones en Copas del Mundo
Participó con la selección española en el mundial de Brasil de 1950, donde jugó seis partidos contra Estados Unidos, Chile, Inglaterra, Uruguay, Brasil y Suecia, y marcó cuatro goles: a Estados Unidos, Chile, Inglaterra y Suecia.
| Mundial                        | Sede   | Resultado   | Partidos | Goles |
| ------------------------------ | ------ | ----------- | -------- | ----- |
| Copa Mundial de Fútbol de 1950 | Brasil | 4.º puesto. | 6        | 4     |

## Estadísticas

### Clubes
| Erandio Club España | 1938-39                  |                                 | CRV                      | Interrumpida | Interrumpida | -            | -            | 6           | 5           | 6   | 5   | 0.83 |
| Erandio Club España | 1939-40                  |                                 | 2.ª                      | 13           | 10           | -            | -            | 8           | 6           | 21  | 16  | 0.76 |
| Total Erandio Club | Total Erandio Club       | Total Erandio Club              | Total Erandio Club       | 13           | 10           | 0            | 0            | 14          | 11          | 27  | 21  | 0.78 |
| Atlético de Bilbao / España | 1940-41                  |                                 | 1.ª                      | 8            | 5            | -            | -            | Inexistente | Inexistente | 8   | 5   | 0.62 |
| Atlético de Bilbao / España | 1941-42                  |                                 | 1.ª                      | 21           | 17           | 8            | 11           | Inexistente | Inexistente | 29  | 27  | 0.93 |
| Atlético de Bilbao / España | 1942-43                  |                                 | 1.ª                      | 17           | 16           | 8            | 8            | Inexistente | Inexistente | 25  | 24  | 0.96 |
| Atlético de Bilbao / España | 1943-44                  |                                 | 1.ª                      | 21           | 11           | 10           | 10           | Inexistente | Inexistente | 31  | 21  | 0.68 |
| Atlético de Bilbao / España | 1944-45                  |                                 | 1.ª                      | 26           | 19           | 9            | 14           | Inexistente | Inexistente | 35  | 33  | 0.94 |
| Atlético de Bilbao / España | 1945-46                  | Lesionado de gravedad (2 meses) | 1.ª                      | 18           | 24           | 2            | -            | Inexistente | Inexistente | 20  | 24  | 1.20 |
| Atlético de Bilbao / España | 1946-47                  |                                 | 1.ª                      | 24           | 34           | 6            | 3            | Inexistente | Inexistente | 30  | 37  | 1.23 |
| Atlético de Bilbao / España | 1947-48                  | Lesionado de gravedad (2 meses) | 1.ª                      | 16           | 9            | -            | -            | Inexistente | Inexistente | 16  | 9   | 0.56 |
| Atlético de Bilbao / España | 1948-49                  |                                 | 1.ª                      | 26           | 22           | 10           | 9            | Inexistente | Inexistente | 36  | 31  | 0.86 |
| Atlético de Bilbao / España | 1949-50                  |                                 | 1.ª                      | 26           | 23           | 7            | 13           | Inexistente | Inexistente | 33  | 36  | 1.09 |
| Atlético de Bilbao / España | 1950-51                  |                                 | 1.ª                      | 30           | 38           | 8            | 11           | Inexistente | Inexistente | 38  | 49  | 1.29 |
| Atlético de Bilbao / España | 1951-52                  | Lesiones acumuladas (6 meses)   | 1.ª                      | 5            | 3            | -            | -            | Inexistente | Inexistente | 5   | 3   | 0.60 |
| Atlético de Bilbao / España | 1952-53                  |                                 | 1.ª                      | 29           | 25           | 7            | 5            | Inexistente | Inexistente | 36  | 30  | 0.83 |
| Atlético de Bilbao / España | 1953-54                  |                                 | 1.ª                      | 5            | 2            | 1            | -            | Inexistente | Inexistente | 6   | 2   | 0.33 |
| Atlético de Bilbao / España | 1954-55                  |                                 | 1.ª                      | 6            | 3            | -            | -            | Inexistente | Inexistente | 6   | 3   | 0.50 |
| Total Atlético de Bilbao | Total Atlético de Bilbao | Total Atlético de Bilbao        | Total Atlético de Bilbao | 278          | 251          | 76           | 84           | 0           | 0           | 354 | 335 | 0.95 |
| S. D. Indauchu España | 1955-56                  |                                 | 2.ª                      | 27           | 17           | No participó | No participó | Inexistente | Inexistente | 27  | 17  | 0.63 |
| C. D. Baracaldo-Altos Hornos España | 1956-57                  |                                 | 2.ª                      | 12           | 2            | No participó | No participó | Inexistente | Inexistente | 12  | 2   | 0.17 |
| Total carrera | Total carrera            | Total carrera                   | Total carrera            | 330          | 280          | 76           | 84           | 14          | 11          | 420 | 375 | 0.89 |
| (1) Resaltados los goles que le proclamaron máximo goleador del campeonato. Liga interrumpida por la Guerra Civil en 1936-39. (2) Incluye datos del Campeonato de Copa y la Copa Eva Duarte. (3) Club de 1.ª categoría por la Federación Vizcaína de Fútbol. Lesión de larga duración. |                          |                                 |                          |              |              |              |              |             |             |     |     |      |

### Selección nacional
| \| n.º \| Fecha \| Competición \| Local \| Resultado \| Visitante \| Estadio \| Goles \| \| ---- \| --------------------- \| ----------------------------------- \| -------- \| --------- \| -------------- \| -------------------------------------------- \| --------------- \| \| 1.º \| 11 de marzo de 1945 \| Amistoso \| Portugal \| 2-2 \| España \| Nacional de Jamor (Lisboa, Portugal) \| \| \| 2.º \| 6 de mayo de 1945 \| Amistoso \| España \| 4-2 \| Portugal \| Estadio de Riazor (La Coruña, España) \| 37' 40' \| \| 3.º \| 23 de junio de 1946 \| Amistoso \| España \| 0-1 \| Irlanda \| Stadium Metropolitano (Madrid, España) \| \| \| 4.º \| 26 de enero de 1947 \| Amistoso \| Portugal \| 4-1 \| España \| Nacional de Jamor (Lisboa, Portugal) \| \| \| 5.º \| 2 de marzo de 1947 \| Amistoso \| Irlanda \| 3-2 \| España \| Dalymount Park (Dublín, Irlanda) \| 25' 59' \| \| 6.º \| 20 de marzo de 1949 \| Amistoso \| Portugal \| 1-1 \| España \| Nacional de Jamor (Lisboa, Portugal) \| 47' \| \| 7.º \| 27 de marzo de 1949 \| Amistoso \| España \| 1-3 \| Italia \| Estadio de Chamartín (Madrid, España) \| \| \| 8.º \| 12 de junio de 1949 \| Amistoso \| Irlanda \| 1-4 \| España \| Dalymount Park (Dublín, Irlanda) \| 29' 34' \| \| 9.º \| 19 de junio de 1949 \| Amistoso \| Francia \| 1-5 \| España \| Olímpico Yves-du-Manoir (Colombes, Francia) \| \| \| 10.º \| 2 de abril de 1950 \| Clasificación para la C. M. de 1950 \| España \| 5-1 \| Portugal \| Estadio de Chamartín (Madrid, España) \| 11' 58' \| \| 11.º \| 9 de abril de 1950 \| Clasificación para la C. M. de 1950 \| Portugal \| 2-2 \| España \| Nacional de Jamor (Lisboa, Portugal) \| 23' \| \| 12.º \| 25 de junio de 1950 \| Copa Mundial de 1950 \| España \| 3-1 \| Estados Unidos \| Durival de Britto e Silva (Curitiba, Brasil) \| 89' \| \| 13.º \| 29 de junio de 1950 \| Copa Mundial de 1950 \| España \| 2-0 \| Chile \| Estadio de Maracaná (Río de Janeiro, Brasil) \| 33' \| \| 14.º \| 2 de julio de 1950 \| Copa Mundial de 1950 \| España \| 1-0 \| Inglaterra \| Estadio de Maracaná (Río de Janeiro, Brasil) \| 49' \| \| 15.º \| 9 de julio de 1950 \| Copa Mundial de 1950 \| España \| 2-2 \| Uruguay \| Estadio Pacaembú (São Paulo, Brasil) \| \| \| 16.º \| 13 de julio de 1950 \| Copa Mundial de 1950 \| Brasil \| 6-1 \| España \| Estadio de Maracaná (Río de Janeiro, Brasil) \| \| \| 17.º \| 16 de julio de 1950 \| Copa Mundial de 1950 \| Suecia \| 3-1 \| España \| Estadio Pacaembú (São Paulo, Brasil) \| 83' \| \| 18.º \| 18 de febrero de 1951 \| Amistoso \| España \| 6-3 \| Suiza \| Estadio de Chamartín (Madrid, España) \| 11' 35' 59' 65' \| \| 19.º \| 10 de junio de 1951 \| Amistoso \| Bélgica \| 3-3 \| España \| Estadio Rey Balduino (Bruselas, Bélgica) \| 48' 70' \| \| 20.º \| 17 de junio de 1951 \| Amistoso \| Suecia \| 0-0 \| España \| Estadio Råsunda (Estocolmo, Suecia) \| \| |                       |                                     |          |           |                |                                              |                 |
| n.º | Fecha                 | Competición                         | Local    | Resultado | Visitante      | Estadio                                      | Goles           |
| 1.º | 11 de marzo de 1945   | Amistoso                            | Portugal | 2-2       | España         | Nacional de Jamor (Lisboa, Portugal)         |                 |
| 2.º | 6 de mayo de 1945     | Amistoso                            | España   | 4-2       | Portugal       | Estadio de Riazor (La Coruña, España)        | 37' 40'         |
| 3.º | 23 de junio de 1946   | Amistoso                            | España   | 0-1       | Irlanda        | Stadium Metropolitano (Madrid, España)       |                 |
| 4.º | 26 de enero de 1947   | Amistoso                            | Portugal | 4-1       | España         | Nacional de Jamor (Lisboa, Portugal)         |                 |
| 5.º | 2 de marzo de 1947    | Amistoso                            | Irlanda  | 3-2       | España         | Dalymount Park (Dublín, Irlanda)             | 25' 59'         |
| 6.º | 20 de marzo de 1949   | Amistoso                            | Portugal | 1-1       | España         | Nacional de Jamor (Lisboa, Portugal)         | 47'             |
| 7.º | 27 de marzo de 1949   | Amistoso                            | España   | 1-3       | Italia         | Estadio de Chamartín (Madrid, España)        |                 |
| 8.º | 12 de junio de 1949   | Amistoso                            | Irlanda  | 1-4       | España         | Dalymount Park (Dublín, Irlanda)             | 29' 34'         |
| 9.º | 19 de junio de 1949   | Amistoso                            | Francia  | 1-5       | España         | Olímpico Yves-du-Manoir (Colombes, Francia)  |                 |
| 10.º | 2 de abril de 1950    | Clasificación para la C. M. de 1950 | España   | 5-1       | Portugal       | Estadio de Chamartín (Madrid, España)        | 11' 58'         |
| 11.º | 9 de abril de 1950    | Clasificación para la C. M. de 1950 | Portugal | 2-2       | España         | Nacional de Jamor (Lisboa, Portugal)         | 23'             |
| 12.º | 25 de junio de 1950   | Copa Mundial de 1950                | España   | 3-1       | Estados Unidos | Durival de Britto e Silva (Curitiba, Brasil) | 89'             |
| 13.º | 29 de junio de 1950   | Copa Mundial de 1950                | España   | 2-0       | Chile          | Estadio de Maracaná (Río de Janeiro, Brasil) | 33'             |
| 14.º | 2 de julio de 1950    | Copa Mundial de 1950                | España   | 1-0       | Inglaterra     | Estadio de Maracaná (Río de Janeiro, Brasil) | 49'             |
| 15.º | 9 de julio de 1950    | Copa Mundial de 1950                | España   | 2-2       | Uruguay        | Estadio Pacaembú (São Paulo, Brasil)         |                 |
| 16.º | 13 de julio de 1950   | Copa Mundial de 1950                | Brasil   | 6-1       | España         | Estadio de Maracaná (Río de Janeiro, Brasil) |                 |
| 17.º | 16 de julio de 1950   | Copa Mundial de 1950                | Suecia   | 3-1       | España         | Estadio Pacaembú (São Paulo, Brasil)         | 83'             |
| 18.º | 18 de febrero de 1951 | Amistoso                            | España   | 6-3       | Suiza          | Estadio de Chamartín (Madrid, España)        | 11' 35' 59' 65' |
| 19.º | 10 de junio de 1951   | Amistoso                            | Bélgica  | 3-3       | España         | Estadio Rey Balduino (Bruselas, Bélgica)     | 48' 70'         |
| 20.º | 17 de junio de 1951   | Amistoso                            | Suecia   | 0-0       | España         | Estadio Råsunda (Estocolmo, Suecia)          |                 |

### Estadísticas por competiciones
| Competición                  | Partidos | Goles  |
| Clubes                       | Clubes   | Clubes |
| ---------------------------- | -------- | ------ |
| Primera División de España   | 278      | 251    |
| Segunda División de España   | 52       | 29     |
| Copa del Generalísimo        | 74       | 81     |
| Copa Eva Duarte              | 2        | 3      |
| Selección                    |          |        |
| Copa Mundial de Fútbol       | 6        | 4      |
| Clasificación para la C.M.F. | 2        | 3      |
| Amistosos con la selección   | 12       | 13     |

## Palmarés

### Campeonatos
| Título                     | Club          | País   | Año  |
| -------------------------- | ------------- | ------ | ---- |
| Primera División de España | Athletic Club | España | 1943 |
| Copa del Generalísimo      | Athletic Club | España | 1943 |
| Copa del Generalísimo      | Athletic Club | España | 1944 |
| Copa del Generalísimo      | Athletic Club | España | 1945 |
| Copa del Generalísimo      | Athletic Club | España | 1950 |
| Copa Eva Duarte            | Athletic Club | España | 1950 |
| Copa del Generalísimo      | Athletic Club | España | 1955 |

### Trofeos individuales
| Galardón               | Año  |
| ---------------------- | ---- |
| Trofeo Pichichi        | 1945 |
| Trofeo Pichichi        | 1946 |
| Trofeo Pichichi        | 1947 |
| Trofeo Pichichi        | 1950 |
| Trofeo Pichichi        | 1951 |
| Trofeo Pichichi        | 1953 |
| Trofeo Pichichi de Oro | 2003 |

### Condecoraciones
| Condecoraciones |
| - Medalla de Oro - Real Orden del Mérito Deportivo.                                                                           |
| - Insignia de oro y brillantes del Club Deportivo Málaga.                                                                     |
| - Botafumeiro de plata del Real Club Deportivo de La Coruña.                                                                  |
| - Distinción Lan Onari, otorgada por el Gobierno Vasco en reconocimiento a su esfuerzo y dedicación en el ámbito profesional. |

### Récords
| Récords                                                               |
| - Máximo goleador de la historia de la Copa del Rey (81 goles).       |
| - Jugador español con más goles en la historia de LaLiga (251 goles). |
| - Máximo goleador de la historia del Athletic Club (335 goles).       |
| - Jugador español con mayor número de hat-trick en LaLiga (23).       |
| - Mayor número de goles en una final de Copa (4).                     |

### Antiguos récords
| Récords |
| - Máximo goleador de la historia de la Primera División de España (251 goles) desde 1950 hasta 2014.                                        |
| - Jugador con más Trofeos Pichichi conseguidos (6) desde 1950 hasta 2020.                                                                   |
| - Mayor número de goles marcados en una temporada de liga (38) desde 1951 hasta 1990 en solitario y hasta 2011 compartido con Hugo Sánchez. |

### Honores
- Trofeo Zarra - Tras el fallecimiento de Zarra en 2006, el diario deportivo Marca decidió homenajear al jugador creando en su honor el Trofeo Zarra, el cual premia al máximo goleador nacional de la Primera y Segunda División española de fútbol.[38]

## Filmografía
- Documental ETB (1989), «Telmo Zarra, la historia del gol» en Youtube.
- Entrevista Cadena SER (13-03-1997), «Hoy por hoy: Iñaki Gabilondo con Telmo Zarra» (enlace roto disponible en Internet Archive; véase el historial, la primera versión y la última). en CadenaSER.com
- Documental TVE (23-10-2014), «Conexión Vintage - Telmo Zarra, el gol» en RTVE.es.
- Reportaje de Fiebre Maldini (2014) sobre Telmo Zarra en Dailymotion.